# Кобилчина
Кобилчина (пол. Kobyłczyna) — село в Польщі, у гміні Ляскова Лімановського повіту Малопольського воєводства.
Населення — 315 осіб (2011).
У 1975-1998 роках село належало до Новосондецького воєводства.

## Демографія
Демографічна структура станом на 31 березня 2011 року:
|          | Загалом | Допрацездатний вік | Працездатний вік | Постпрацездатний вік |
| -------- | ------- | ------------------ | ---------------- | -------------------- |
| Чоловіки | 161     | 39                 | 110              | 12                   |
| Жінки    | 154     | 49                 | 84               | 21                   |
| Разом    | 315     | 88                 | 194              | 33                   |